# Pseudogiria polita
Pseudogiria polita is een vlinder uit de familie spinneruilen (Erebidae). De wetenschappelijke naam is voor het eerst geldig gepubliceerd in 1965 door Berio.
De soort komt voor in tropisch Afrika.